# 國際摩托艇聯會
國際摩托艇聯會（Union Internationale Motonautique，UIM）是一個成立於1922年，專門管轄國際摩托艇事務的組織。目前，該組約有50個成員國加盟，其總部設在摩納哥。

## 外部連結
- 官方網站